# Liste der südkoreanischen Botschafter beim Heiligen Stuhl
Die Liste der südkoreanischen Botschafter beim Heiligen Stuhl bietet einen Überblick über die Leiter der südkoreanischen diplomatischen Vertretung beim Heiligen Stuhl seit der Aufnahme diplomatischer Beziehungen.
| Amtszeit  | Name                     | Anmerkung       |
| --------- | ------------------------ | --------------- |
| 1964–1965 | Hahn-Been Lee            | Beauftragter    |
| 1967–1971 | Il Yung Chung            | Botschafter     |
| 1971–1973 | Moon Bong Kang           | Botschafter     |
| 1974–1980 | Hyun Joon Shin           | Botschafter     |
| 1980–1981 | Kang Do Lee              | Geschäftsträger |
| 1981–1984 | Jóa-Soo Kim              | Botschafter     |
| 1984–1985 | Hyun Myung Kim           | Geschäftsträger |
| 1985–1987 | Young Hoon Kang          | Botschafter     |
| 1987–1990 | Kyung-Chul Kim           | Botschafter     |
| 1990–1993 | Sie-Yong Lee             | Botschafter     |
| 1993–1995 | Noh Young Park           | Botschafter     |
| 1995–1999 | Heungsoo Kim             | Botschafter     |
| 1999–2002 | Yang-il Bae              | Botschafter     |
| 2002–2003 | Seo Hyun-seop            | Botschafter     |
| 2003–2007 | Bosco Seong Youm         | Botschafter     |
| 2007–2010 | Francesco Kim Ji-Young   | Botschafter     |
| 2010–2013 | Thomas Hong-Soon Han     | Botschafter     |
| 2013–2016 | Francesco Kyung-surk Kim | Botschafter     |
| 2016–2018 | Jonghyu Jeong            | Botschafter     |
| 2018–2020 | Lee Baek Man             | Botschafter     |
| 2020–     | Kyu Ho Choo              | Botschafter     |